# A Taste of Blood
A Taste of Blood, conosciuto anche con il titolo The Secret of Dr. Alucard  (il segreto del dottor Alucard), è un film diretto dal regista Herschell Gordon Lewis.
Il film, mai distribuito in Italia, ha visto la sua unica proiezione nei cinema americani avvenuta dal 9 agosto 1967.

## Trama
Un affarista di Miami (Florida) John Stone, riceve un regalo inaspettato dall'Inghilterra: due vecchie bottiglie di brandy di Slivovitz, contenute in un piccolo pacco. L'uomo non resiste alla tentazione e le beve trasformandosi così in un vampiro. Prima scatena i suoi poteri contro Helena, sua moglie dopo si reca in Inghilterra in cerca di vendetta, vuole infatti vendicare la morte di Dracula uccidendo i discendenti di colui che commise tale gesto.